# Лубянка (Полесский район)

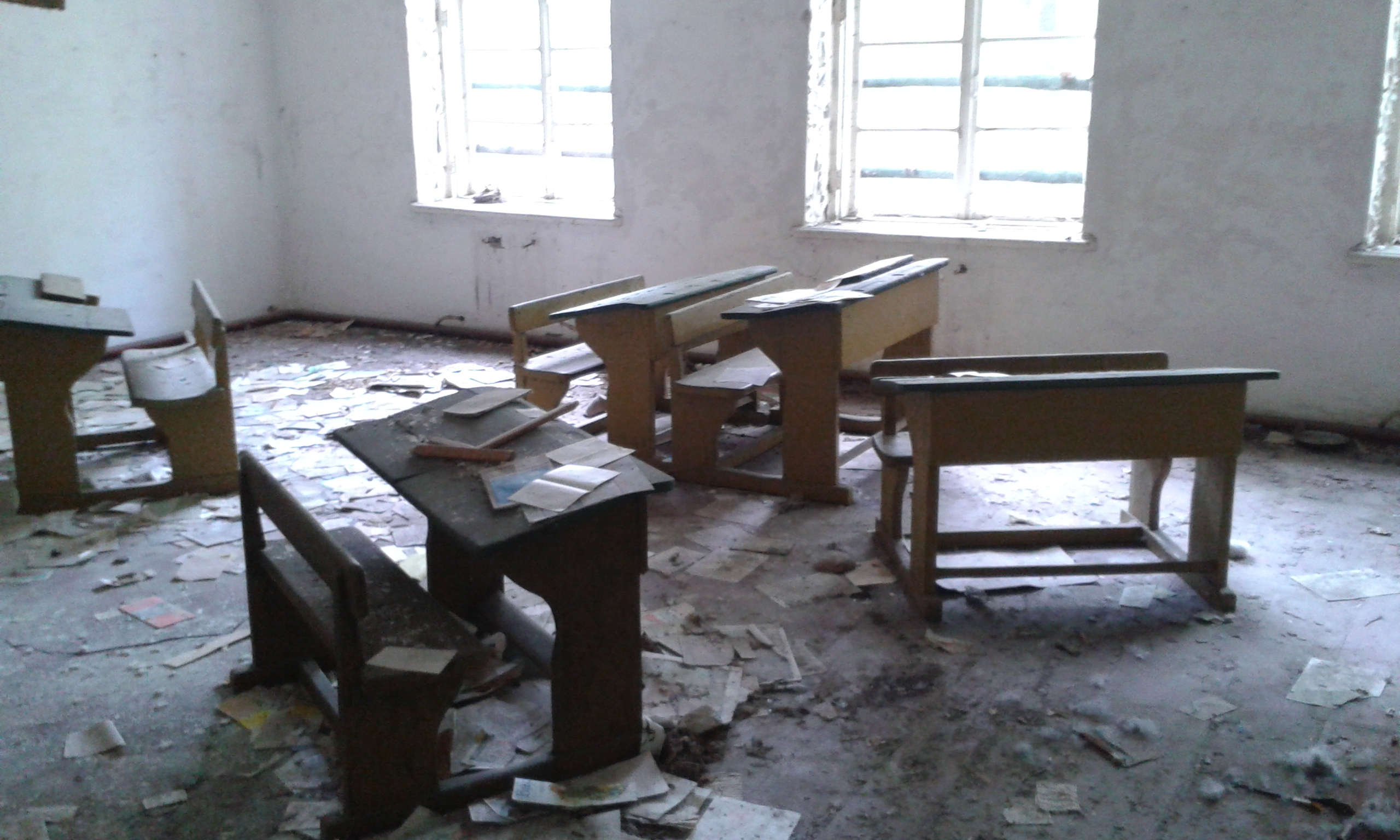
Школа в селе Лубянка

Лубянка — бывшее село Чернобыльского (позднее — Полесского) района Киевской области Украины. Находится в центральной части Чернобыльской зоны отчуждения.
До 1850 года здесь действовала самостоятельная приходская церковь Николая Чудотворца, дату постройки которой относят к первой половине 17-го века. В 1755 году она была разобрана по ветхости, а на её месте была построена новая, сгоревшая в 1765 году. Наконец, в 1770 году была построена на том же месте ещё одна церковь, посвящённая тому же святому, конец которой положила только советская власть.
В Лубянке активно развивалось гончарное мастерство, работала восьмилетняя школа, клуб и библиотека. На средину 20 ст. в Лубянке проживало около 1000 человек.
У Похилевича упоминается, что когда-то Лубянка была значимым еврейским местечком, от которого сохранились следы большого еврейского кладбища.
В советское время — центр Лубянского сельсовета, в который входили также села Бовище и Вильшанка.
После аварии на ЧАЭС жители были переселены в Васильковский район Киевской области, в сёла Великая Бугаевка, Погребы, а также в Лубянку Бородянского района.
Со временем в чернобыльскую Лубянку вернулись несколько десятков самосёлов. Население постепенно вымирает.
Село значительно пострадало во время лесных пожаров весной 2015 года.
По данным на 2017 год, в селе остался один житель.